# File (یونیکس)

file یک برنامه استاندارد یونیکس برای تشخیص نوع دیتا موجود در یک فایل با استفاده از اعداد جادویی (به انگلیسی: Magic number) است. 